# Lista flag brytyjskich

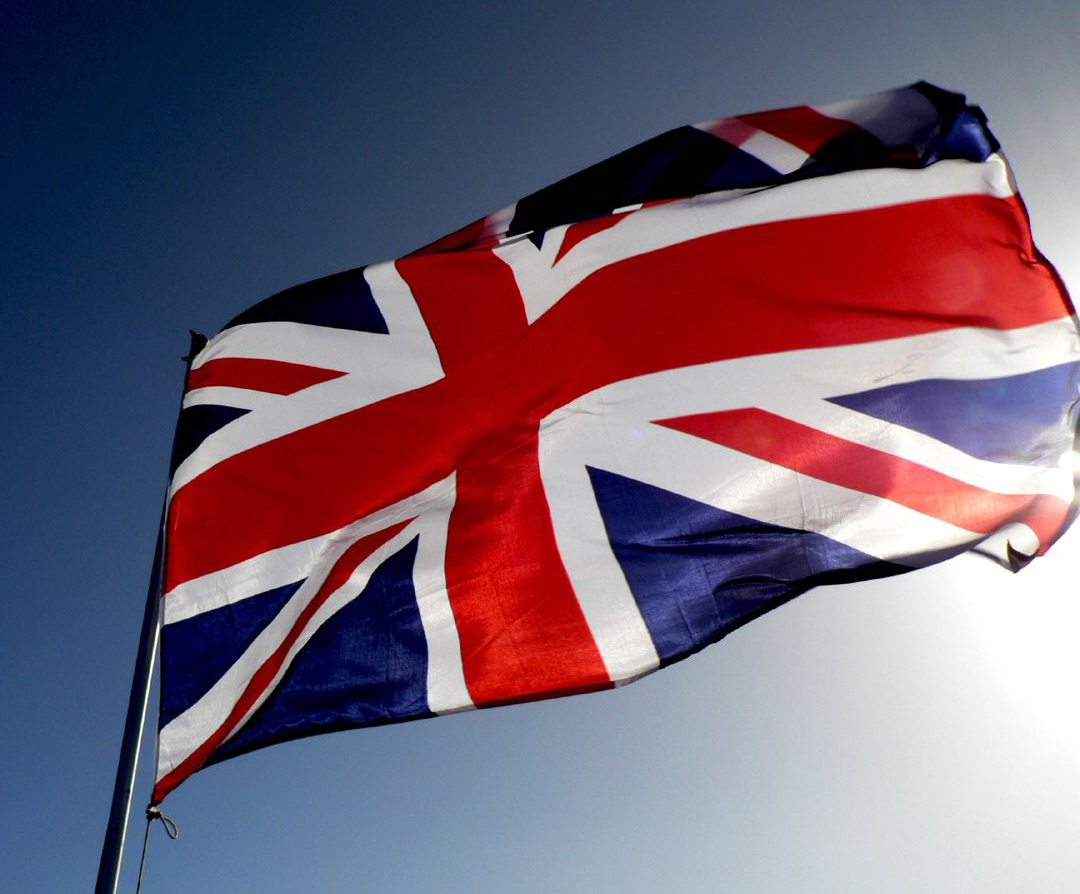
Flaga brytyjska (Union Jack) - narodowa flaga brytyjska.

To jest lista flag, który były lub są używane przez Wielką Brytanię oraz jej terytoria zależne. College of Arms jest organem zajmującym się flagami na terenie Anglii, Walii oraz Irlandii Północnej. Prowadzi także jedyny oficjalny rejestr flag tych państw. Powstał w 1484 i jako część Dworu Królewskiego działa z ramienia Korony. Osobna organizacja, Instytut Flag, sponsorowany przez swoich członków także prowadzi rejestr flag pod nazwą "Rejestr flag Zjednoczonego Królestwa"

## Aktualne flagi narodowe

### Zjednoczone Królestwo
| Flaga | Data    | Użycie | Opis                                                          | Status                                             |
| ----- | ------- | --- | ------------------------------------------------------------- | -------------------------------------------------- |
|       | Od 1801 | Flaga Unii, znana także jako Union Jack, kiedy jest wywieszona na statku. Oficjalna flaga Wielkiej Brytanii. | Połączone flagi Anglii, Szkocji oraz krzyża Świętego Patryka. | Oficjalna flaga używana przez rząd oraz obywateli. |

### Kraje składowe Zjednoczonego Królestwa
| Flaga | Data                                             | Użycie                                                      | Opis                                                                                   | Status |
| ----- | ------------------------------------------------ | ----------------------------------------------------------- | -------------------------------------------------------------------------------------- | --- |
|       | około 1348                                       | Flaga Anglii, znana także jako krzyż Świętego Jerzego.      | Czerwony krzyż na białym tle.                                                          | De facto flaga narodowa Anglii, używana przez Kościół Angielski oraz drużyny reprezentujące kraj.                                  |
|       | 1953-1972; nieoficjalna od 1972                  | Irlandia Północna nie posiada oficjalnej flagi.             | Krzyż św. Jerzego z czerwoną ręką.                                                     | Używana przez rząd Irlandii Północnej do 1972.                                                                                     |
|       |                                                  | Irlandia Północna nie posiada oficjalnej flagi.             | Krzyż św. Patryka.                                                                     | W powszechnym użyciu jako flaga reprezentująca Irlandię, także jako część Union Jack. Używana przez (anglikański) Kościół Irlandii |
|       | około 1286                                       | Flaga Szkocji, znana także jako krzyż Świętego Andrzeja.    | Biały krzyż na niebieskim tle.                                                         | Flaga narodowa używana przez rząd Szkocji, drużyny reprezentujące kraj oraz obywateli.                                             |
|       | 1959 (pierwsze warianty pojawiły się około 1485) | Flaga Walii, znana także jako Y Ddraig Goch (czerwony smok) | Dwa pasy równej szerokości, górny koloru białego, dolny zielonego z czerwonym smokiem. | Flaga narodowa używana przez rząd Walii, drużyny reprezentujące kraj oraz obywateli.                                               |
|       | 1931                                             | Flaga królewskiej dependencji Man                           | triskelion na czerwonym tle                                                            | Oficjalny status rządu lokalnego i obywateli                                                                                       |
|       | 1985                                             | Flaga królewskiej dependencji Guernsey                      | Krzyż św. Jerzego                                                                      | Oficjalny status rządu lokalnego i obywateli                                                                                       |
|       | 1981                                             | Flaga królewskiej dependencji Jersey                        | Krzyż św. Patryka                                                                      | Oficjalny status rządu lokalnego i obywateli                                                                                       |
|       | 1837                                             | Flaga rodziny królewskiej                                   | Kombinacja angielskich, szkockich i irlandzkich symboli narodowych                     | Oficjalnie używana poza Szkocją. Szkocja posiada osobną wariację flagi.                                                            |

Flagi Anglii oraz Szkocji są dawnymi flagami wojennymi, które ze względu na częstotliwość użytkowania stały się flagami narodowymi Królestwa Anglii (zawierającego Walię) oraz Królestwa Szkocji, i były używane aż do Unii w 1707 roku. Potem były de facto flagami tych części Zjednoczonego Królestwa. Flaga Walii powstała w 1959. Dyskusje nad flagą Irlandii Północnej dalej trwają. Oficjalna flaga została zniesiona razem z rządem prowincji w 1972 roku, ale dalej używana jest przez między innymi międzynarodowe organizacje sportowe (FIFA, UEFA).